# Johanna Hofer
Johanna Hofer, nome completo, da sposata: Johanna Hofer-Kortner, all'anagrafe Johanna Stern (Berlino, 30 luglio 1896 – Monaco di Baviera, 30 giugno 1988), è stata un'attrice tedesca, che fu attiva in campo teatrale, cinematografico e televisivo.

## Biografia
Al cinema, recitò - a partire dalla metà degli anni venti - in una quindicina di pellicole, mentre per la televisione partecipò ad una trentina di produzioni, a partire dall'inizio degli anni sessanta. Era la sorella dell'attrice e coreografa Maria Solveg-Matray, nipote della scultrice e pittrice Käthe Kollwitz e fu la moglie dell'attore e regista austriaco Fritz Kortner. A lei è intitolata la Johanna-Hofer Straße di Berlino.

## Filmografia

### Cinema
- Die Schwester vom Roten Kreuz - Ein Lebenslauf, regia di Gertrud David (1926)
- Die Ausgestoßenen, regia di Martin Berger (1927)
- Al di sopra di ogni sospetto (Above Suspicion), regia di Richard Thorpe (1943)
- Il pazzo di Hitler (Hitler's Madman), regia di Douglas Sirk (1943)
- Berlino Hotel (Hotel Berlin), regia di Peter Godfrey (1945)
- Der Ruf, regia di Josef von Báky (1949)
- L'uomo perduto (Der Verlorene), regia di Peter Lorre (1951)
- Toxi, regia di Robert Adolf Stemmle (1952)
- Vor Sonnenuntergang, regia di Gottfried Reinhardt (1956)
- Die grosse Chance, regia di Hans Quest (1957)
- Addio alle armi (A Farewell to Arms), regia di Charles Vidor (1957)
- Ein Lied geht um die Welt, regia di Géza von Bolváry (1958)
- Il vendicatore, regia di William Dieterle (1959)
- Il pedone (Der Fußgänger), regia di Maximilian Schell (1973)
- Groß und Klein, regia di Peter Stein (1980)
- Possession, regia di Andrzej Żuławski (1981)
- Veronika Voss, regia di Rainer Werner Fassbinder (1982)

### Televisione
- Die Alkestiade
- Die selige Edwina Black
- Hexenjagd - film TV (1960)
- Waldhausstraße 20 - film TV (1960) - Sig.ra Aronsohn
- Mord im Dom - film TV (1962)
- Dreht euch nicht um!
- Maria Stuart - film TV (1963)
- Die schönste Reise der Welt
- Nach Damaskus - film TV (1966)
- Der Schuß
- Altersheim - film TV (1972) - Sig.ra Amsel
- Finito l'amor - film TV (1972) - Nonna Bartels
- Madonna mit Mantel
- Im Reservat - film TV (1973)
- Silverson - film TV (1974)
- Im Hause des Kommerzienrates (1975) - Sig.ra Diakonus
- Memento Mori - film TV (1975) - Lady Lettie
- Seniorenschweiz - film TV (1976)
- Voglio solo che voi mi amiate (Ich will doch nur, daß ihr mich liebt), regia di Rainer Werner Fassbinder - film TV (1976) - Nonna di Erika
- L'ispettore Derrick - serie TV, 1 episodio, regia di Leopold Lindtberg (1976) - Sig.ra Balte
- Auf dem Chimborazo - film TV (1977) - Klara
- Rückfälle - film TV (1977)
- Marija - film TV (1978)
- Hedda Gabler
- Der Geist der Mirabelle. Geschichten von Bollerup
- Beate S. - miniserie TV (1978)
- Max und Traudl
- Un-Ruhestand - Geschichten vom Älterwerden
- Pension Annerose
- Die Pawlaks - Eine Geschichte aus dem Ruhrgebiet - serie TV (1982) - Nonna Pawlak
- Il commissario Köster (Der Alte) - serie TV, 1 episodio (1983) - Liselotte Badura

## Doppiatrici italiane
- Lola Braccini in Al di sopra di ogni sospetto
- Mimosa Favi in Addio alle armi
- Laura Carli in Possession (1ª ed.)